# 뉴스 방송

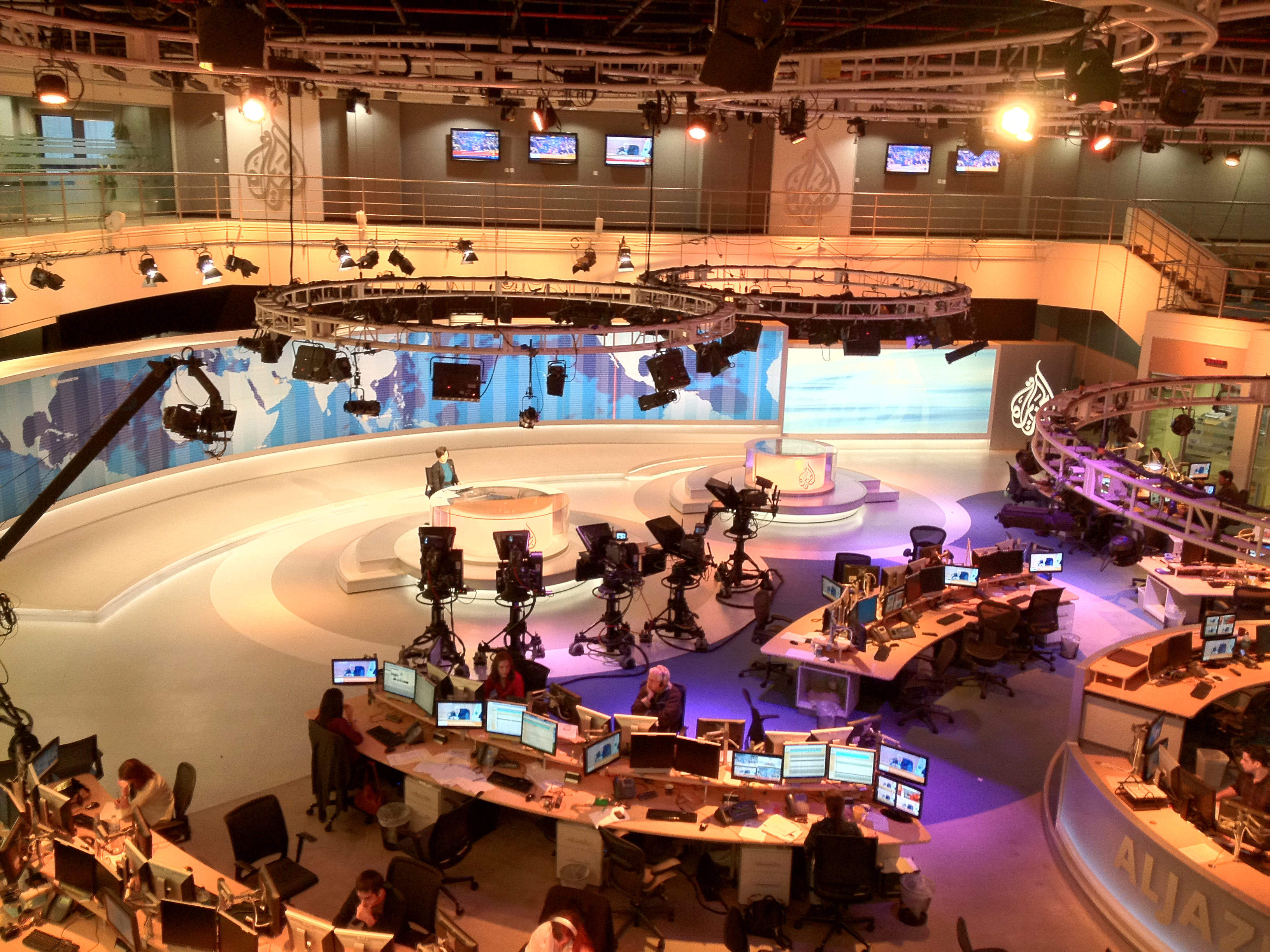
2011년 도하 알자지라 잉글리시 뉴스룸

뉴스 방송(news broadcasting)은 방송 저널리즘 분야에서 텔레비전, 라디오 또는 인터넷을 통해 다양한 뉴스 이벤트 및 기타 정보를 방송하는 매체이다. 콘텐츠는 일반적으로 라디오 스튜디오나 TV 스튜디오 뉴스룸에서 로컬로 제작되거나 방송 네트워크를 통해 제작된다. 뉴스 방송에는 스포츠 보도, 일기 예보, 교통 보도, 정치적 논평, 전문가 의견, 편집 콘텐츠 및 방송사가 시청자와 관련이 있다고 생각하는 기타 자료 등의 자료가 포함될 수 있다. 개별 뉴스 프로그램은 일반적으로 하나 이상의 앵커가 제공하는 일련의 개별 기사로 보고된다. 현장 기자의 실시간 또는 녹음된 인터뷰가 자주 포함된다.

## 같이 보기
- ENG (방송)
- 보도국
- 중계방송